# つるぎ町立平野小学校
つるぎ町立平野小学校（つるぎちょうりつ たいらのしょうがっこう）は、徳島県美馬郡つるぎ町貞光字平野にあった公立小学校。
児童数の減少などの理由で1997年3月31日をもって休校し、同年4月1日に貞光町立貞光小学校（現つるぎ町立貞光小学校）に統合された。

## 概要
- つるぎ町貞光から国道438号線沿いに5km余り南下すると、美馬市穴吹へ通じる見恵谷がある。その谷を1.5km程入った東向き斜面の中腹に校舎跡はある[1]。

## 基礎データ
全校生徒数
- ？人

全卒業生数　
- ？人

## 沿革
- 1874年（明治7年） - 創立。
- 1889年（明治22年）10月1日 - 町村制の施行により、西端山村・東端山村の区域をもって端山村が発足。
- 1947年（昭和22年）4月1日 - 学制改革により、端山村平野小学校と改称。
- 1956年（昭和31年）9月30日 - 町村合併により、貞光町平野小学校と改称。
- 1979年（昭和54年） - 校舎完成。
- 1997年4月1日 - 休校[1]。
- 1999年 - 校舎を改装し、いきがいデイサービスセンター平野になる[1]。
- 2005年3月1日 - 町村合併により、つるぎ町立平野小学校と改称。

## 交通

### 最寄駅
- JR徳島線貞光駅

## 統合先小学校
- つるぎ町立貞光小学校

## 進学先中学校
- つるぎ町立貞光中学校